# 沈鍾
沈鍾（1436年—1518年），字仲律，晚號休齋，應天府上元縣人，明朝政治人物。天順進士，歷三省提學。官至山東副使。

## 生平
應天府鄉試第十六名。天順四年（1460年）二甲第三十六名進士。歷山西按察司僉事，調湖廣，升副使，調山東。

## 著作
好賦詩，平生詩作過萬。有《思古斋集》、《晋阳稿》、《楚游》，合称《休齋稿》。

## 家族
曾祖沈以誠。祖父沈孟新。父沈原本。